# Lincoln Burrows
Lincoln Burrows is een personage uit de serie Prison Break, gespeeld door Dominic Purcell. Samen met zijn broer Michael Scofield (vertolkt door Wentworth Miller) speelt hij de hoofdrol in deze Amerikaanse serie.
Lincoln zit (onterecht) vast voor de moord op de broer van de vicepresident, hij is daarvoor veroordeeld tot de doodstraf. Zijn broer Michael gelooft in de onschuld van zijn broer en besluit hem te helpen om samen uit de gevangenis te ontsnappen.
Lincoln Burrows is de zoon van Aldo Burrows en Cristina Rose Scofield. Michael Scofield is zijn broer. Zelf is hij de vader van L.J. Burrows.